# Manuel José de Arriaga

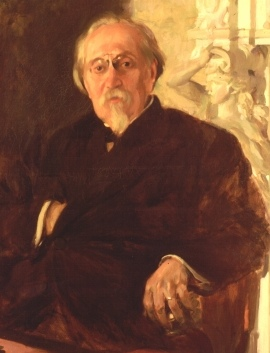
Manuel José de Arriaga

Manuel José Arriaga Brum de Silveira y Peyrolongue [mɐnuˈɛɫ ʒuˈzɛ dɨ ɐʁiˈaɣɐ] (* 8. Juni 1840 in Horta; † 5. März 1917 in Lissabon) war ein portugiesischer Politiker. Er war von 1911 bis 1915 der erste verfassungsmäßige Präsident Portugals nach dem Fall der Monarchie und der Ausrufung der ersten Republik.

## Leben
In seiner Jugend studierte Manuel de Arriaga Rechtswissenschaften an der Universität Coimbra. Dort kam er auch mit republikanischen Ideen in Berührung. Seine Begeisterung für die Republikaner führte zu einem schweren Konflikt mit seinem Vater, der ihn aus diesem Grunde enterbte. 1890 wurde er wegen seiner Beteiligung an republikanischen Demonstrationen kurz verhaftet. 1891 wird in das Direktorium der Republikanischen Partei gewählt. 1892 wird er für die Republikaner zum ersten Mal in das portugiesische Parlament, die Cortes gewählt. Nach der Revolution von 1910 ist er zunächst Rektor der Universität Coimbra, danach Generalstaatsanwalt. Außerdem wird er zum Abgeordneten in der verfassunggebenden Nationalversammlung gewählt. Nachdem diese 1911 eine neue republikanische Verfassung verabschiedet hat, setzt er sich bei den ersten Präsidentschaftswahlen nach dieser Verfassung gegen seinen Gegenkandidaten Bernardino Machado durch. Dieser war ebenfalls von der Republikanischen Partei aufgestellt und repräsentierte den radikalen Flügel der Partei (die Anhänger von Afonso Costa), der sich kurze Zeit später als Demokratische Partei konstituierte. Arriaga wurde so Nachfolger von Teófilo Braga, der nach der Abdankung von König Emanuel II. zunächst als Übergangspräsident fungiert hatte.
Arriaga war ein ausgezeichneter Redner, einige seiner Reden gaben der republikanischen Bewegung in Portugal wichtige Impulse. Er legte Wert auf ein gutes Verhältnis zur katholischen Kirche und stand deshalb im Gegensatz zu dem militanten Antiklerikalismus, der von anderen führenden republikanischen Politikern, besonders Afonso Costa, gepflegt wurde.
Die Präsidentschaft Arriagas war von großen innenpolitischen Problemen überschattet. Die Republikanische Partei spaltete sich in verschiedene Parteien auf, die Zersplitterung der Parteienlandschaft führte dazu, dass eine Regierungsmehrheit im Parlament nicht mehr zu erreichen war. Die Verfassung gab Präsident Arriaga nicht die Befugnis das Parlament aufzulösen, so dass dieser gezwungen war, immer neue Regierungen zu ernennen, die alle nach kurzer Zeit scheiterten. Die Frage, ob Portugal in den Ersten Weltkrieg eintreten sollte, spaltete noch zusätzlich das Land. Dazu kamen auch noch monarchistische Aufstände, geschürt vor allem von Hauptmann de Paiva Couceiro.
Aus den Spaltungen der Republikanischen Partei waren die links-liberalen Demokraten als wichtigste Nachfolgepartei hervorgegangen, deren Führer, Afonso Costa, zum mächtigsten Politiker dieser Zeit wurde. Präsident Arriaga sah sich zunehmend in einen Machtkampf gegen Costa verwickelt. Costa forcierte den Eintritt Portugals in den Ersten Weltkrieg, die von den Demokraten getragene Regierung des Ministerpräsidenten Vítor Hugo de Azevedo Coutinho führte entsprechende Verhandlungen mit den Entente-Mächten. Außerdem verfolgten die Demokraten unter dem Einfluss von Costa eine dezidiert antiklerikale Politik, die in eine regelrechte Kirchenverfolgung ausartete. Dazu kamen Vorwürfe, die Demokraten hätten ihre Machtposition in der Regierung dazu missbraucht, das Ergebnis der Parlamentswahlen von Ende 1914 (die von den Demokraten gewonnen wurden) zu verfälschen.
In dieser Situation kam es am 25. Januar 1915 zu einem Militärputsch konservativer Armeekreise. Das gerade erst gewählte Parlament wurde aufgelöst. Drei Tage später, am 28. Januar, ernannte Arriaga den Führer der Putschisten, General Pimenta de Castro, zum Regierungschef. Es folgte die „Diktatur der Schwerter“ (Ditadura das Espadas) eine konservative Militärregierung, die durch vom Präsidenten gegengezeichnete Dekrete ohne Parlament regierte.
Die Diktatur Pimento de Castros wurde am 14. Mai 1915 durch einen republikanischen Aufstand gestürzt. Auch Präsident Arriaga war diskreditiert, da er Pimento de Castro zum Regierungschef ernannt hatte. Nach dessen Sturz wurde Arriaga deshalb zum Rücktritt gezwungen (26. Mai), Teófilo Braga wurde erneut für kurze Zeit Übergangspräsident.
Manuel de Arriaga war einmal verheiratet und hatte sechs Kinder. Im Jahr 2005 wurden seine sterblichen Überreste mit einem feierlichen Staatsakt in das Pantheon von Lissabon überführt.